# Corrida (Barceló)
Pour les articles homonymes, voir Corrida (homonymie).
El paseillo et La suerte de varas  sont deux tableaux de Miquel Barceló peints en 1990 dans une série de 34 techniques mixtes, en majorité de très grands formats, représentant l'ensemble des étapes d'une lidia qu'il décompose en les stylisant.

## Contexte
Selon Karl Ruhrberg et Klaus Honnef, on retrouve chez les artistes espagnols de l'après Franco les mouvements circulaires bouillonnants inspirés par Jackson Pollock, une matière issue de l'Arte Povera. Mouvement que l'on retrouve dans El paseillo, et qui ramène à la définition de l'arène telle que Barceló la perçoit : un gouffre, un volcan. 

« Mes tableaux sur la corrida montrent le plus souvent une arène vue de haut, comme si elle était le cratère d'un volcan ou l'œil d'un cyclone. Au début, je peignais de grands tourbillons sans penser à la tauromachie. Puis, peu à peu, j'ai mis des toreros au cœur de ces forces centrifuges qui projetaient tout vers les marges du tableau. »

 Barceló et toute sa génération ont aussi été influencés par Joan Miró et Antoni Tapiès.
D'autres historiens d'art font également le lien entre la série Toros de Barceló  et l'exposition Toros y toreros de Pablo Picasso, notamment avec les 29 coupelles sur la tauromachie du Musée d'art moderne de Céret « dont la parfaite rotondité évoque merveilleusement bien celle des arènes et de l'anillo central, gouffre vertigineux et létal éclaboussé de lumière ». Les arènes de El paseillo et de La suerte de varas, tout en ayant des proportions inverses des miniatures de Picasso, emploient la même technique tourbillonnante et la même précision. C'est particulièrement visible dans La suerte de matar que l'on peut rapprocher de la coupelle Picador du 16 avril 1953.

## Les Toros de Barceló
Avec 34 techniques mixtes de grand format, 7 lithographies sur papier consacrées à la lidia et deux affiches de corrida : Nîmes 1988 : (158 × 118) et Madrid 1990 en trois formats : (212 × 87 cm, 93 × 43 cm, 44 × 20 cm) présentées à la galerie Bruno Bischofberger de Zurich, le regard de Barceló sur la corrida est celui d'un aficionado. Il s'en explique à propos d'une autre œuvre de la même série : Tres equis, où il dit avoir lui-même toréé.
Ces œuvres ont été réunies en un catalogue où elles sont confrontées aux photographies de Lucien Clergue. Cette série est composée, de Paseillos, de véroniques de suerte de varass,, de poses de banderilles.
Les mouvements stylisés comme la passe de poitrine ou La cuadrilla restent très justes, au plus près d'une réalité de la même passe renvoyée  par la photographie par Lucien Clergue comme dans La suerte de matar.